# Austroquílids
Els austroquílids (Austrochilidae) són una petita família d'aranyes araneomorfes. Fou descrita per primera vegada per H. Zapfe l'any 1955.
Té tres gèneres; dos gèneres (Austrochilus i Thaida) són endèmics dels boscos andins del centre i del sud de Xile i de la part de l'Argentina propera. El tercer gènere és endèmic de Tasmània. El monofiletisme de la família i les relacions entre els gèneres resten incerts a maig de 2017.

## Filogènia
Una hipòtesi sobre la filogènia dels gèneres ubicats a la família es mostra a continuació (els gèneres de la família Austrochilidae apareixen en negreta):
|  | \| \| Hickmannia \| \| \| \| \| \| Archoleptoneta \| \| \| \| |
|  |                                                               |
|  | Gradungulidae                                                 |
|  |                                                               |
|  | Hickmannia                                                    |
|  |                                                               |
|  | Archoleptoneta                                                |
|  |                                                               |

|  | Hickmannia     |
|  |                |
|  | Archoleptoneta |
|  |                |

|  | \| \| Leptoneta \| \| \| \| \| \| Austrochilus + Thaidu \| \| \| \| |
|  |                                                                     |
|  | remaining Araneomorphae                                             |
|  |                                                                     |
|  | Leptoneta                                                           |
|  |                                                                     |
|  | Austrochilus + Thaidu                                               |
|  |                                                                     |

|  | Leptoneta             |
|  |                       |
|  | Austrochilus + Thaidu |
|  |                       |

|  | \| \| Hickmannia \| \| \| \| \| \| Archoleptoneta \| \| \| \| |
|  |                                                               |
|  | Gradungulidae                                                 |
|  |                                                               |
|  | Hickmannia                                                    |
|  |                                                               |
|  | Archoleptoneta                                                |
|  |                                                               |

|  | Hickmannia     |
|  |                |
|  | Archoleptoneta |
|  |                |

|  | \| \| Leptoneta \| \| \| \| \| \| Austrochilus + Thaidu \| \| \| \| |
|  |                                                                     |
|  | remaining Araneomorphae                                             |
|  |                                                                     |
|  | Leptoneta                                                           |
|  |                                                                     |
|  | Austrochilus + Thaidu                                               |
|  |                                                                     |

|  | Leptoneta             |
|  |                       |
|  | Austrochilus + Thaidu |
|  |                       |

|  | \| \| Hickmannia \| \| \| \| \| \| Archoleptoneta \| \| \| \| |
|  |                                                               |
|  | Gradungulidae                                                 |
|  |                                                               |
|  | Hickmannia                                                    |
|  |                                                               |
|  | Archoleptoneta                                                |
|  |                                                               |

|  | Hickmannia     |
|  |                |
|  | Archoleptoneta |
|  |                |

|  | \| \| Leptoneta \| \| \| \| \| \| Austrochilus + Thaidu \| \| \| \| |
|  |                                                                     |
|  | remaining Araneomorphae                                             |
|  |                                                                     |
|  | Leptoneta                                                           |
|  |                                                                     |
|  | Austrochilus + Thaidu                                               |
|  |                                                                     |

|  | Leptoneta             |
|  |                       |
|  | Austrochilus + Thaidu |
|  |                       |

|  | \| \| Hickmannia \| \| \| \| \| \| Archoleptoneta \| \| \| \| |
|  |                                                               |
|  | Gradungulidae                                                 |
|  |                                                               |
|  | Hickmannia                                                    |
|  |                                                               |
|  | Archoleptoneta                                                |
|  |                                                               |

|  | Hickmannia     |
|  |                |
|  | Archoleptoneta |
|  |                |

|  | \| \| Leptoneta \| \| \| \| \| \| Austrochilus + Thaidu \| \| \| \| |
|  |                                                                     |
|  | remaining Araneomorphae                                             |
|  |                                                                     |
|  | Leptoneta                                                           |
|  |                                                                     |
|  | Austrochilus + Thaidu                                               |
|  |                                                                     |

|  | Leptoneta             |
|  |                       |
|  | Austrochilus + Thaidu |
|  |                       |

Els gèneres dels Austrochilidae apareixen en negreta. La família mostra una barreja de funcions "primitives" i "avançades". La presència de quatre pulmons en llibre situa la família a la base dels Araneomorphae, mentre que algunes característiques de la seva producció de seda es consideren evolucionades.

## Gèneres i espècies
Hi ha descrits 3 gèneres i 10 espècies d'austroquílids amb la informació recollida fins al 6 de febrer de 2019. Dos gèneres són propis dels boscos dels Andes, a la part central i meridional de Xile i a la frontera amb Argentina, i un és endèmic de Tasmània. La taxonomia d'aquests gèneres ha variat. El 1968, Lehtinen feia una sinonímia Austrochilus i Thaida sota aquest darrer nom, situant el gènere en una família que va anomenar "Thaididae"; "Hickmania" quedava en la família diferenciada dels Hickmaniidae.
Austrochilinae Zapfe, 1955
- Austrochilus Gertsch & Zapfe, 1955
  - Austrochilus forsteri Grismado, Lopardo & Platnick, 2003 — Xile
  - Austrochilus franckei Platnick, 1987 — Xile, Argentina
  - Austrochilus manni Gertsch & Zapfe, 1955 — Xile
  - Austrochilus melon Platnick, 1987 — Xile
  - Austrochilus newtoni Platnick, 1987 — Xile
  - Austrochilus parwis  Michalik & Wunderlich, 2017 — Xile
  - Austrochilus schlingeri Platnick, 1987 — Xile

- Thaida Karsch, 1880
  - Thaida chepu Platnick, 1987 — Xile
  - Thaida peculiaris Karsch, 1880 — Xile, Argentina

Hickmaniinae Lehtinen, 1967 (antiga família Hickmaniidae)
- Hickmania Gertsch, 1958
  - Hickmania troglodytes (Higgins & Petterd, 1883) — Tasmània (Tasmanian cave spider)

### Superfamília Austrochiloidea
Els austroquílids havien format part de la superfamília dels austroquiloïdeus (Austrochiloidea).
Les aranyes, tradicionalment, foren classificades en famílies que van ser agrupades en superfamílies. Quan es van aplicar anàlisis més rigorosos, com la cladística, es va fer evident que la major part de les principals agrupacions utilitzades durant el segle XX no eren compatibles amb les noves dades. Actualment, els llistats d'aranyes, com ara el World Spider Catalog, ja ignoren la classificació per sobre del nivell familiar.